# Penouel

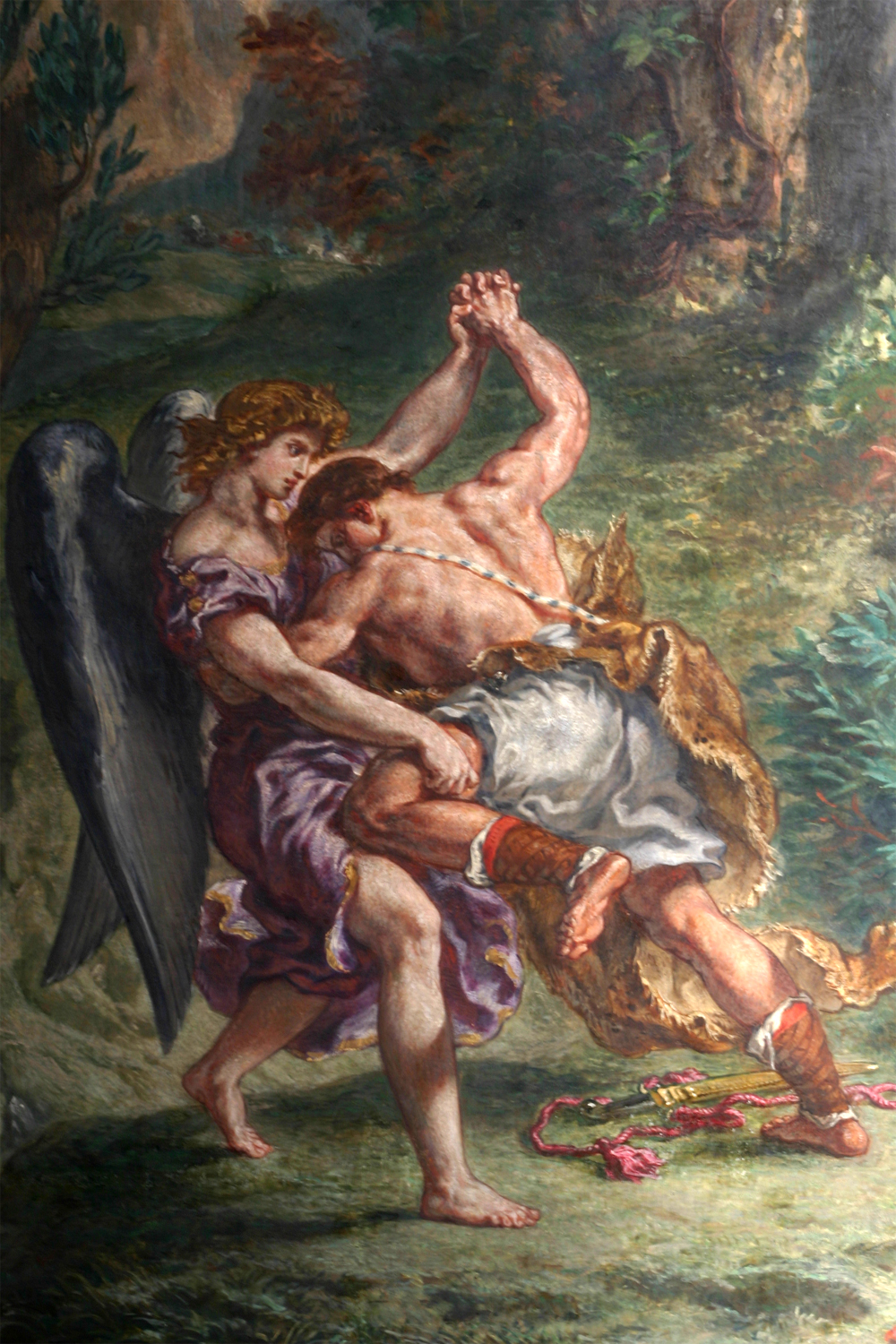
La Lutte de Jacob avec l'Ange à Penouel, par Eugène Delacroix.

Pour les articles homonymes, voir Penouel (homonymie).
Penouel — Face de Dieu, est un lieu non loin de Souccot, à l'est du Jourdain et au nord du Jabbok. Il est aussi appelé Peniel ou Penuel, signifiant "J'ai vu un être divin face à face, et ma vie est préservée".

## Ce qu'en dit la Bible
C'est là que Jacob lutte (Genèse 32,24-32) "avec un homme" (dont Osée 12,4 parle comme "l'ange", et Jacob lui-même comme de Dieu — ou d'un être divin) "jusqu'à l'aube". C'est à ce lieu que Jacob a reçu le nom de Israël (Genèse 32:28 : Il dit encore : ton nom ne sera plus Jacob, mais tu seras appelé Israël ; car tu as lutté avec Dieu et avec des hommes, et tu as été vainqueur).
Une ville fut ultérieurement construite sur le site (Juges 8:8 ; 1 Rois 12:25). Les hommes de l'endroit refusèrent de porter assistance à Gideon et sa petite armée lorsqu'ils poursuivaient les Midianites (Juges 8,1-21). À son retour, Gideon battit les hommes et rasa la tour de garde de l'endroit.
Les juifs ont pour tradition de relire annuellement ce récit à l'occasion de la Vayishla'h.
Il est aussi question de Penuel dans la geste de Jéroboam, premier roi d'Israël dissident de la lignée de David. Après avoir rebâti Sichem, il se déplace à Penouel (1 Rois 12,25), qui est donc capitale du Royaume d'Israël avant avant Tirça et Samarie.

## Identification du lieu

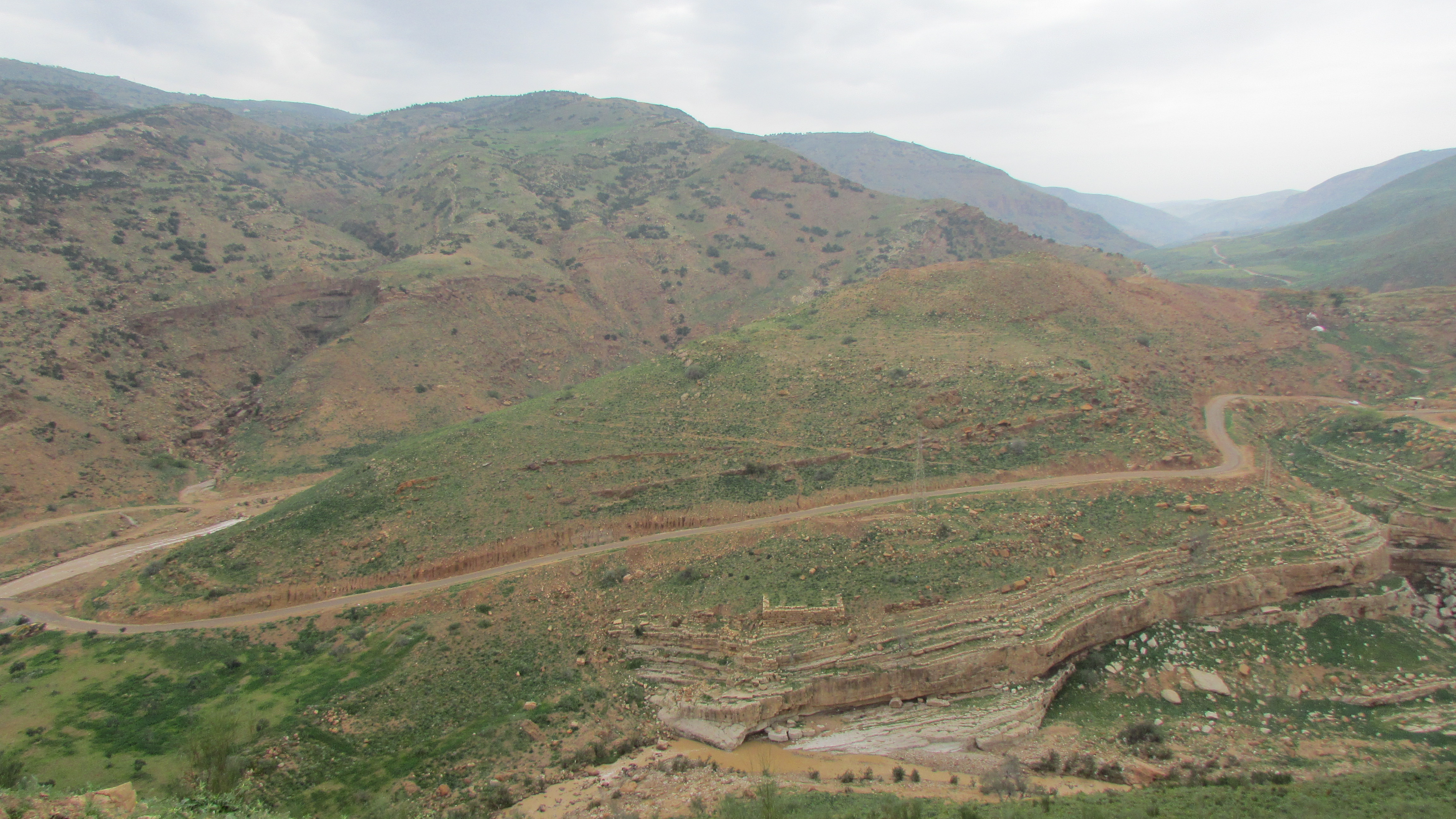
Tell edh-Dhahab esh-Sharqi, un emplacement proposé pour l'ancienne Penouel

Jusqu’en 1970, les exégètes de la Bible ont associé Penouel aux sommets jumeaux de Tulul adh-Dhahab (en), actuellement en Jordanie.
L’archéologue israélien contemporain Israël Finkelstein a suggéré de voir les sommets jumeaux comme deux sites distincts qui, pendant l’antiquité, ont probablement présenté des noms différents. Il a suggéré d’identifier la colline occidentale, plus grande (Tell edh-Dhahab al-Gharbi) avec Mahanaim et la colline orientale (Tell edh-Dhahab esh-Sharqi) avec Penouel.

## Penuel en Belgique
Une communauté chrétienne anime un lieu du Brabant wallon (Belgique) appelé colline de Penuel", en référence à ce récit.

## Sources
Genèse 32 verset 30 : "Jacob appela ce lieu du nom de Peniel, car, dit-il, j'ai vu Dieu face à face, et mon âme a été sauvée."
- L'en.wiki, qui se réfère à l'encyclopédie Eastons